# Banco de Castilla-La Mancha
Banco de Castilla-La Mancha (CCM) anteriorment Caja Castilla-La Mancha (Caja de Ahorros de Castilla-La Mancha) és una entitat financera castellana amb seu a Conca, que fins a l'any 2010 va ser una caixa d'estalvis. Va ser intervinguda pel Banc d'Espanya, sent la primera caixa a ser-ne arran de la crisi financera de la dècada del 2000.

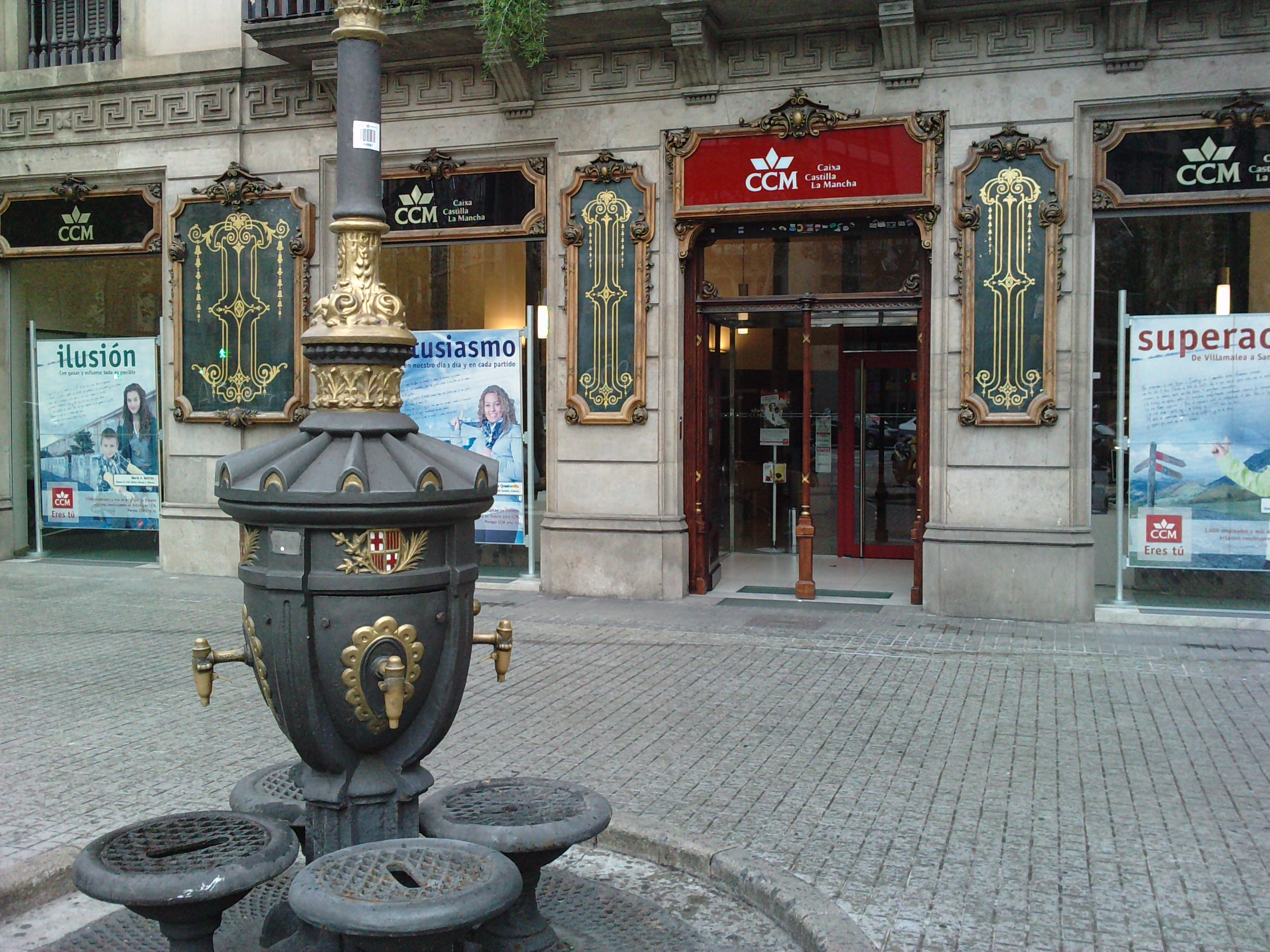
Oficina del Banco de Castilla la Mancha a Barcelona, amb la denominació antiga

L'antiga Caja Castilla-La Mancha, ara convertida en banc, forma part del Grup Cajastur, ja que fou adquirida per Cajastur a través de la seva filial Banco Liberta. El canvi d'estatus de caixa d'estalvis a banc va donar a la creació de la Fundación Caja Castilla-La Mancha per canalitzar l'obra social de l'entitat.
Cajastur actualment forma part del Grup Liberbank, juntament amb Caja Cantabria i Caja de Extremadura, fusió realitzada mitjançant el Sistema Institucional de Protecció (SIP).